# Alborada
Alborada fou una revista gallega fundada pel poeta Xoán Vidal Martínez i Luís Amado Carballo i dirigida per Manuel Bará, que utilitzà el gravat xilogràfic i la pràctica de linòleum com a signe d'identitat. Castelao, Cebreiro i Manuel Méndez foren els responsables del disseny gràfic dels seus quatre números (Pontevedra, 1922).